# Enrique Brichetto
Enrique Brichetto (Buenos Aires) fue un futbolista argentino que se desempeñaba en la posición de delantero.

## Trayectoria
Fue sobrino del tercer presidente de Boca Juniors Juan Brichetto. Jugó de delantero en el club xeneize entre 1917 y 1921, donde disputó 69 partidos marcando 19 goles. Es famoso por haber convertido el único gol en la victoria ante River Plate el 18 de septiembre de 1918, siendo esta la primera victoria oficial de Boca Juniors ante su eterno rival.

## Selección nacional
Jugó un solo partido para la selección argentina, el 18 de mayo de 1919 ante Brasil. El partido, de carácter amistoso, terminó con victoria brasilera por 3-1.

## Clubes
| Club         | País      | Año         |
| ------------ | --------- | ----------- |
| Boca Juniors | Argentina | 1917 - 1921 |

## Palmarés

### Campeonatos nacionales
| Título              | Club         | País      | Año  |
| ------------------- | ------------ | --------- | ---- |
| Primera División    | Boca Juniors | Argentina | 1919 |
| Copa de Competencia | Boca Juniors | Argentina | 1919 |
| Copa Ibarguren      | Boca Juniors | Argentina | 1919 |
| Primera División    | Boca Juniors | Argentina | 1920 |

### Campeonatos internacionales
| Título                  | Club         | País      | Año  |
| ----------------------- | ------------ | --------- | ---- |
| Cup Tie Competition     | Boca Juniors | Argentina | 1919 |
| Copa de Honor Cousenier | Boca Juniors | Argentina | 1920 |